# هورشت شیمانیک
هورشت شیمانیک (به آلمانی: Horst Szymaniak) بازیکن فوتبال و مدافع اهل آلمان است که از سال ۱۹۵۶ میلادی عضو تیم ملی فوتبال آلمان بوده‌است. وی در ۴۳ بازی ملی حضور داشته است و آخرین بازی ملی خود را در سال ۱۹۶۶ میلادی انجام داد. هورشت شیمانیک در بازی‌های ملی‌اش ۲ گل به ثمر رساند.